# 岚桥镇
岚桥镇原属湖南省临武县所辖镇，2012年4月撤销。原岚桥镇、南强乡与广宜乡成建制合并设立南强镇。岚桥镇撤销前行政区划代码431025103；下辖大广村、古山村、增家山村、欧家湾村、土桥村、九泽水村、岭背塘村、赛塘村、百乐坪村、沙湾村、杉树村、寨头水村、上板力村、坪天头村、油麻村。